# Megachile vulpina
Megachile vulpina är en biart som beskrevs av Heinrich Friese 1913. Megachile vulpina ingår i släktet tapetserarbin, och familjen buksamlarbin. Inga underarter finns listade i Catalogue of Life.